# Kammera Shuto
Kammera Shuto (sinh ngay 2 tháng 7 năm 1996) là một cầu thủ bóng đá người Nhật Bản.

## Sự nghiệp câu lạc bộ
Kammera Shuto hiện đang chơi cho SC Sagamihara.